# Madison County (Missouri)
Madison County is een county in de Amerikaanse staat Missouri.
De county heeft een landoppervlakte van 1.287 km² en telt 11.800 inwoners (volkstelling 2000). De hoofdplaats is Fredericktown.

## Bevolkingsontwikkeling

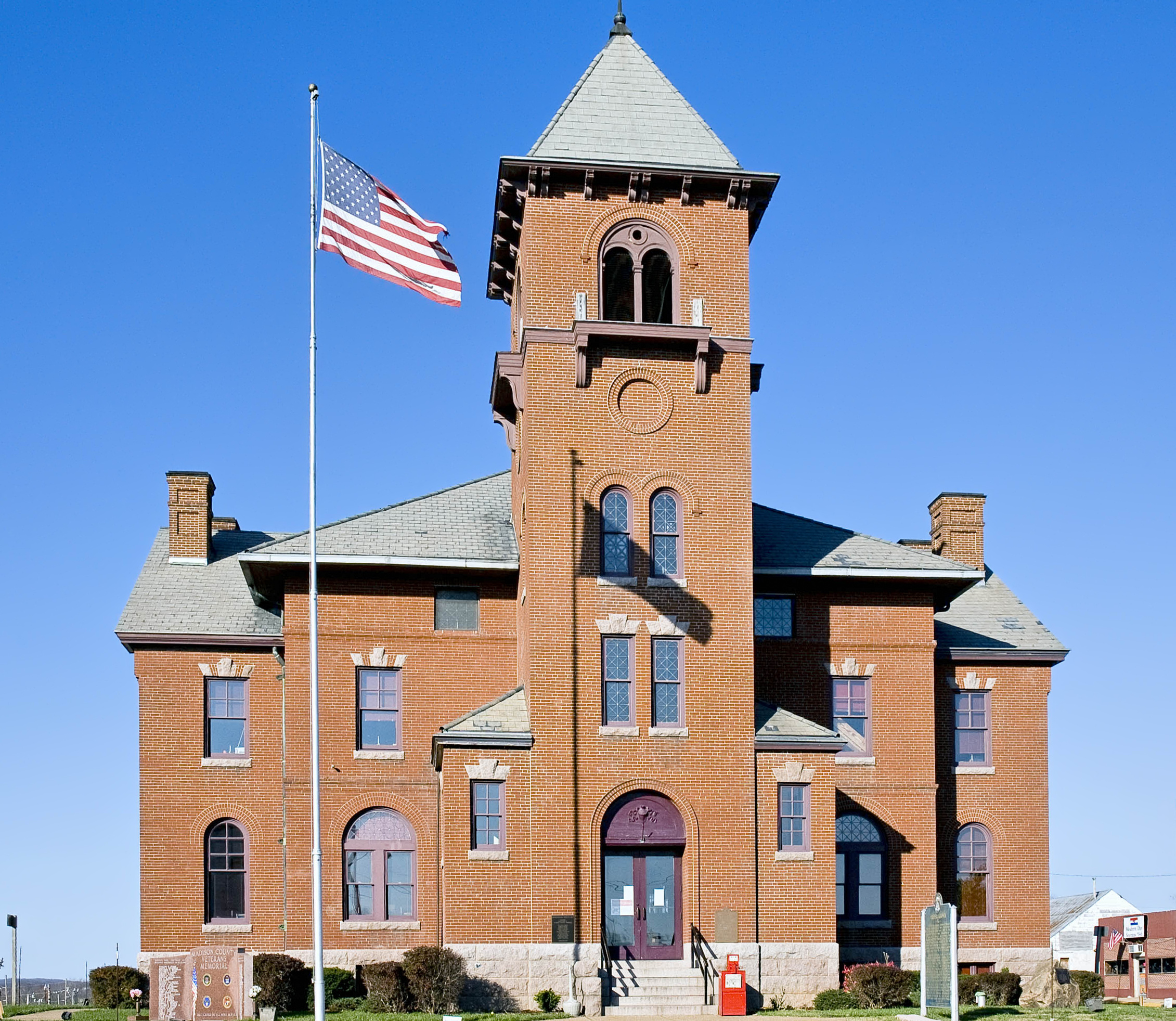
Madison County Courthouse